# Centrale nucléaire de Hatch
Pour les articles homonymes, voir Hatch.
La centrale nucléaire Edwin I. Hatch  est située près de Baxley en Géorgie aux États-Unis, sur un site de 9 km2.

## Description
La centrale est équipée de deux réacteurs à eau bouillante (REB) de conception General Electric :
- Unité n°1 : 856 MWe, mis en service en 1974 pour 40 ans, puis prolongée à 60 ans (2034).
- Unité n°2 : 870 MWe, mis en service en 1978 pour 40 ans, puis prolongée à 60 ans (2038).

NB : Les deux réacteurs étaient donnés à l'origine pour 924 MWe.

La centrale de Hatch est exploitée par la compagnie d'électricité Southern Nuclear, une filiale de la Southern Company.
Les propriétaires sont :
- Georgia Power (50,1 %)
- Oglethorpe Power Corporation (30 %)
- Municipal Electric Authority of Georgia (17,7 %)
- Dalton Water & Light Sinking Fund Commission (2,2 %)